# Зусман, Раймонд
Раймонд Зусман (англ. Raymond Zussman; 23 июля 1918 или 23 июля 1917, Хамтрамк, Мичиган — 21 сентября 1944, Франция) — второй лейтенант армии США и обладатель высшего военного ордена США — Медали Почета — за действия во Франции во время Второй мировой войны.

## Биография
Раймонд родился в семье Натана Зусмана и Ребекки Лии. У Раймунда было семь братьев и сестер, а его отец управлял обувным магазином. Мальчиком Раймонд пел в хоре синагоги. Он учился в Центральной средней школе в Детройте. Мальчик небольшого роста, Раймонд присоединился к школьной футбольной команде, несмотря на скептицизм своего тренера. После окончания средней школы Раймонд вступил в местный профсоюз «Teamsters» отделение 337 в Детройте и со временем занял должность начальника цеха на своем рабочем месте. Раймонд проучился один год в Государственном университете Уэйна, а также посещал вечерние курсы по металлургии.
В сентябре 1941 года Раймонд вступил в армию США. До того как стать командиром танка, Раймонд был инструктором по уличным боям в Форт-Ноксе в Кентукки. В июне 1943 года он участвовал во вторжении союзников в Северную Африку, а затем во вторжении в Италию. После ранения в битве при Монте-Кассино в Италии армия предложила Раймонду должность в штабе. Раймонд отказался, заявив, что ему нужна другая должность на передовой; тогда его направили в танковое подразделение во Франции.
К 12 сентября 1944 года Раймонд служил в звании второго лейтенанта, командуя танками 756-го танкового батальона. В тот день во время боя в городе Норуа-ле-Бур, Франция, Раймонд неоднократно выезжал один на разведку вражеских позиций и подвергал себя огню противника, руководя действиями своего танка. Под руководством Раймонда было убито 18 немецких солдат и еще 92 попали в плен.
21 сентября 1944 года, через девять дней после битвы при Норуа-ле-Бур, Раймонд погиб от взрыва немецкой минометной мины.
24 мая 1945 года на выпускной церемонии в Бронетанковой школе Армии США (в то время располагавшейся в Форт-Ноксе) Раймонд был посмертно награжден Медалью Почета за действия под Норуа-ле-Бур. Отец Раймонда обратился к выпускникам с благодарственной речью.
6 июня 1949 года Раймонд был выкопан с военного кладбища и перезахоронен на кладбище Махпела в Ферндейле, штат Мичиган. Городские власти Детройта хотели, чтобы Раймонд покоился в мэрии Детройта, но расстроенный отец Раймонда отказался от этой чести, сославшись на религиозные запреты.

## Мемориалы
- В 1944 году армия США спустила на воду небольшое деревянное грузовое судно «Lt. Raymond Zussman» (FS-246), названное в честь Зусмана.
- В 1997 году армия приступила к строительству деревни Зусман - учебного центра для ведения боевых действий в городских условиях (MOUT) в Форт-Ноксе.
- Детская площадка «Zussman Playground» в Детройте названа в честь Раймонда Зусмана.
- Парк Зусмана, расположенный перед зданием мэрии в городе Хамтрамк, штат Мичиган, назван в честь Раймонда Зусмана.
- История Раймонда Зусмана и его Почетная медаль находятся в постоянной экспозиции Музея героев Мичигана во Франкенмуте, штат Мичиган.